# Peter C. Bernet
Peter C. Bernet, geboren als Curt Heinz Peter Bernet,  (* 28. Oktober 1931 in Darmstadt-Bessungen; † 10. Juli 2016 in Darmstadt-Arheilgen) war ein deutscher Jurist und Polizeipräsident. Er ist der bislang dienstälteste Polizeipräsident Deutschlands.

## Leben
Peter C. Bernet wuchs mit seinem neun Jahre jüngeren Bruder Joachim und seiner Schwester Ute im Darmstädter Stadtteil Bessungen auf und studierte nach seiner Schulzeit im Ludwig-Georgs-Gymnasium Rechtswissenschaft.  Im Jahre 1953 trat er als Student in die SPD ein und engagierte sich lange aktiv für die Sozialdemokratie. Der langjährige Polizeipräsident begeisterte sich für Kunst, Geschichte, Literatur, fürs Angeln (ab 1971 Vorsitzender der Woogsangler), die Mitarbeit im Lions-Club und des Förderverein Kaupiana, und vieles mehr. Über viele Jahre war er als Lehrbeauftragter beim Verwaltungsseminar in Darmstadt und als Vorsitzender des Verleihungsausschusses Kavalier der Straße tätig. Neben weiteren Ehrenämtern begründete er zusammen mit dem früheren SPD-Oberbürgermeister Peter Benz den ersten kommunalen Präventionsrat in Hessen. Bernet war ein „geselliger, humorvoller und hilfsbereiter Zeitgenosse, der Probleme und Aufgaben stets entschlossen anpackte.“ Das außergewöhnliche Engagement in und für viele Darmstädter Vereine wurde mit zahlreichen Verdienstorden gewürdigt, so auch 1994 mit dem Verdienstorden der Bundesrepublik Deutschland 1. Klasse. Er wohnte bis zum Tode zusammen mit seiner Ehefrau Erika in Darmstadt-Arheilgen.

## Arbeit
Bernet praktizierte nach seinem erfolgreich abgeschlossenen Studium der Rechtswissenschaften an der Johann Wolfgang Goethe-Universität Frankfurt am Main und dem zweiten Staatsexamen zunächst als Anwalt in Groß-Gerau und wechselte 1961 als Regierungsassessor in den Staatsdienst beim Regierungspräsidium Darmstadt. Im Jahre 1963 wurde Peter C. Bernet vom damaligen Oberbürgermeister Ludwig Engel zum Chef der damals noch städtischen Polizei berufen, er war mit noch nicht einmal 32 Lebensjahren der jüngste Polizeipräsident Deutschlands und, als er 1994 aus dem Amt schied, der dienstälteste. 1964 wurde er von der Stadt Darmstadt weiterhin zum  Beauftragten für den Brand- und Katastrophenschutz bestellt und trug nun auch die Verantwortung über die Feuerwehren und Koordination der Rettungsdienste.
In den einunddreißig Dienstjahren hat er die Polizeiarbeit der Stadt Darmstadt und nach der Gebietsreform in Hessen ab 1974 im Landkreis Darmstadt-Dieburg über Jahrzehnte maßgeblich geprägt. Bernet stand für eine liberale Grundlinie, er setzte auf Deeskalation, Konfliktvermeidung und den Dialog mit den Bürgern: die Polizei in der Rolle als Freund und Helfer für den Bürger. Für diese Ziele kam ihm seine Bürgernähe zugute. Nach den Schwabinger Krawallen im Jahre 1962 kam es bereits im Herbst 1963 in Darmstadt zu Beginn seiner Dienstzeit wiederholt zu gewalttätigen Zusammenstößen rechtsradikaler Kräfte um die frisch erstarkte NPD und links-demokratischen Gegendemonstranten. Durch ein besonnenes Eingreifen und taktisch geschicktes Verhalten stärkte die Darmstädter Polizei hier ihr liberales Image.
Peter C. Bernet setzte sich für die Etablierung der Verkehrserziehung, für leistungsstarke Feuerwehren sowie die Drogenprävention besonders ein. 1996 wurde auf seine Initiative zusammen mit Peter Benz der Drogenkontaktladen scentral eingerichtet, er setzte sich bis zu seinem Ableben für die Akquise von Sponsorengeldern für diese Einrichtung ein.
Peter C. Bernet betrachtete als sein Lebenswerk den Bau des neuen Polizeipräsidiums in der Klappacher Straße, in das er kurz vor seiner Pensionierung noch selbst einziehen konnte. Zur Einweihung am 1. März 1993 bewies er seinen tiefsinnigen Humor in seiner Festrede in Bezug auf die Schirme in der Einfahrt:

„Mit den Schirmen ist es so wie mit der Polizei: wenn man sie braucht, sind sie nicht da!“